# Манчестер (Пенсилванија)
Манчестер (енгл. Manchester) град је у америчкој савезној држави Пенсилванија.

## Демографија
По попису из 2010. године број становника је 2.763, што је 413 (17,6%) становника више него 2000. године.
| Група             | 2000.         | 2010.         |
| Белци             | 2.275 (96,8%) | 2.483 (89,9%) |
| Афроамериканци    | 11 (0,5%)     | 88 (3,2%)     |
| Азијати           | 6 (0,3%)      | 29 (1,0%)     |
| Хиспаноамериканци | 35 (1,5%)     | 107 (3,9%)    |
| Укупно            | 2.350         | 2.763         |